# Dierogekko validiclavis
Espèce
Synonymes
- Bavayia validiclavis Sadlier, 1988

Statut de conservation UICN

 EN B1ab(i,ii,iii)+2ab(i,ii,iii) : En danger
Dierogekko validiclavis est une espèce de gecko de la famille des Diplodactylidae.

## Répartition
Cette espèce est endémique de Nouvelle-Calédonie. Elle se rencontre dans la région des monts Panié et Mandjélia.

## Description
C'est un gecko arboricole, nocturne et insectivore.

## Publication originale
- Sadlier, 1988 : Bavayia validiclavis and Bavayia septuiclavis, two new species of gekkonid lizard from New Caledonia. Records of the Australian Museum, vol. 40, n. 6, p. 365-370 (texte intégral).